# Bulgur
Bulgur (Arapski: برغل‎ bourghoul) je hrana od žitarica napravljena od usitnjenih, prokuvanih zrna različitih vrsta pšenice, najčešće durum (čvrste) pšenice. Porijeklo joj sa srednjeg istoka.

## Karakteristike
Bulgur ljudi često miješaju sa tzv. "polomljenom" (usitnjenom) pšenicom, a to su zdrobljena zrna od pšenice koja za razliku kod bulgura nisu prokuvavana. Bulgur je uobičajen sastojak koji se koristi u kuhinjama Srednjeg Istoka i na Mediteranu.
Ima lagan, orašasti ukus.
Bulgur se razlikuje u zavisnosti od raspona mljevenja. Može da bude lakše mljeven, srednje i extra samljeven. Najkvalitetniji bulgur je samljeven do jednolike veličine čestice.
Bulgur je priznat kao cijelo zrno od strane Američkog odjeljenja za agrokulturu.

## Korišćenje u kuhinji
Bulgur ne zahtjeva kuvanje, iako se može uvrstiti u kuvana jela; natapanje u vodi je sve što je potrebno.
Grubi bulgur koristi se za pravljenje potaža, dok se srednje i fino zrno koriste za žitarice za doručak, salate kao što su kısır, pilav, hljeb, kao i za desertne pudinge poput kheer- a.
Bulgur kaša je slična frumentiju, puknutom pšeničnom kašom koja je bila osnova srednjovekovne kuhinje.
U hljebu se dodaje komponenta od cijelog zrna. Glavni je sastojak kibe i natopljen ali ne kuvan, u salati od tabbula. Često se koristi tamo gde se može koristiti pirinač ili kuskus. U indijskoj i pakistanskoj kuhinji, bulgur se često koristi kao žitarica za pravljenje kaše sa mlijekom i šećerom ili kao kisela kaša sa povrćem i začinima.
Može se koristiti i kao dodatak drugim jelima na isti način kao testenina ili pirinač; greškom ga nekad ljudi pomiješaju misleći da je isto kao riža jer ima sličan izgled, mada je tekstura drugačija.
Jermeni pripremaju bulgur kao pilav s pilećom supom, sa ili bez rezanaca, ili kuvano sa paradajzom, lukom, začinskim biljem i crvenom paprikom.
Fino mljevenje koristi se za pravljenje eeka, bulgur salate slične tabbulama, koja se priprema sa sosom od paradajza, svježim paradajzom, krastavcima, peršunom, maslinovim uljem i ostalim sastojcima za salatu po sopstvenom ukusu.
Melasa od šargarepe, koja je i kisela i slatka,najčešće se koristi umjesto limunovog soka kako bi okusu dodala oporost (kiselost).
Na Kipru je poznato pod nazivom "pourkouri" i koristi se za izradu ""κούπες" (koja se na kiparskom turskom jeziku naziva i bulgur koftesi), raznih vrsta kibe. 
Njegova kora obično se sastoji od bulgur pšenice, brašna, ulja, soli i jaja, a zatim se puni mlevenim mesom (govedina i / ili svinjetina), lukom, peršunom i začinima. Tu je i vegetarijanski "κούπες" gdje se zamenjuje mljeveno meso sjeckanim pečurkama.
Verzija bulgura u Saudijskoj Arabiji, popularna u Nejd-u i Al-Hasi, poznata je pod nazivom jarish.

## Spoljašnje veze
- Blog - Zdrava Srbija